# Huy hiệu Bác Hồ
Het Huy hiệu Bác Hồ (Nederlands: Ome Hồ's onderscheiding) is een hoge Noord-Vietnamese onderscheiding. 
Het ereteken, waarvan de naam met "Ereteken van Ho Chi Minh" kan worden vertaald, werd voornamelijk aan piloten van de Noord-Vietnamese luchtmacht uitgereikt. 
Het onregelmatig verguld metalen ereteken heeft de vorm van het Noord-Vietnamese wapen. Het ereteken is gedeeltelijk rood geëmailleerd en draagt het in plaats van de gouden ster van het wapen een portret van Hồ Chí Minh. In veel gevallen werd het ereteken door Ho Chi Minh zelf uitgereikt aan piloten die Amerikaanse vliegtuigen hadden neergeschoten. Het ereteken is vier en een halve centimeter hoog en even breed en wordt op de linkerborst gespeld.
In een klein aantal gevallen werd het Huy Hieu Ho Chi Minh ook toegekend voor militaire successen waarbij de vijand zware verliezen werd toegebracht. Een bekende drager was de gevechtspiloot Nguyen Van Bay, die zevenmaal de Huy Hieu Ho Chi Minh droeg voor zeven neergehaalde Amerikaanse vliegtuigen.
Het Huy Hieu Ho Chi Minh  is een zeldzame decoratie, alleen de Orde van Ho Chi Minh werd nog minder vaak uitgereikt.
Het is in uitvoering en decoratiebeleid een typisch voorbeeld van een Socialistische onderscheiding. De vroegere onderscheidingen van de Sovjet-Unie, met name de vroege sterren van de Orde van de Rode Banier en de Leninorde hebben als voorbeeld gediend.
Net als veel socialistische orden wordt ook de ster van het Huy Hieu Ho Chi Minh zonder lint gedragen. De vorm is typisch Russisch en sluit niet aan bij Vietnamese tradities.